# Dreamy Dud Joyriding with Princess Zlim
Dreamy Dud Joyriding with Princess Zlim è un cortometraggio muto del 1916 scritto e diretto da Wallace A. Carlson.

## Produzione
Il film fu prodotto dalla Essanay Film Manufacturing Company.

## Distribuzione
Il film - un corto in split reel - uscì nelle sale cinematografiche USA il 29 novembre 1916. Nelle proiezioni, veniva programmato con il sistema dello split reel, accorpato in un'unica bobina con un altro cortometraggio.